# 欧洲天主教教区列表
歐洲是天主教早期的發展重心、也是現今的主流信仰之一，因而拥有众多的教区，主要集中在意大利、西班牙、法国和波兰等国。意大利人均拥有的教区数量位居世界第一，教区总数位居世界第一的國家則是南美洲的巴西。 

## 阿尔巴尼亚主教团

### 斯库台-普尔特教省
- 天主教斯库台-普尔特总教区
  - 天主教莱什教区
  - 天主教萨珀教区

### 地拉那-都拉斯教省
- 天主教地拉那-都拉斯总教区
  - 天主教勒謝尼教區

## 奥地利主教团

### 萨尔茨堡教省
- 天主教萨尔茨堡总教区
  - 天主教费尔德基希教区
  - 天主教格拉茨-塞考教区
  - 天主教古尔克教区
  - 天主教因斯布鲁克教区

### 维也纳教省
- 天主教维也纳总教区
  - 天主教艾森斯塔特教区
  - 天主教林茨教区
  - 天主教圣帕尔滕教区

## 比利时主教团

### 梅赫伦-布鲁塞尔教省
- 天主教梅赫伦-布鲁塞尔总教区
  - 天主教安特卫普教区
  - 天主教布鲁日教区
  - 天主教根特教区
  - 天主教哈瑟尔特教区
  - 天主教列日教区
  - 天主教那慕尔教区
  - 天主教图尔奈教区

## 波斯尼亚主教团

### 萨拉热窝教省
- 天主教萨拉热窩总教区
  - 天主教巴尼亚卢卡教区
  - 天主教莫斯塔尔-杜夫诺教区
  - 天主教斯科普里教区

## 克罗地亚主教团

### 里耶卡教省
- 天主教里耶卡总教区
  - 天主教戈斯皮奇-塞尼教區
  - 天主教克尔克教区
  - 天主教波雷奇暨普拉教区

### 西爾米奧教省
- 天主教贾科沃-奥西耶克总教区
  - 天主教波热加教区
  - 天主教斯雷姆教区

### 斯普利特-马卡尔斯卡教省
- 天主教斯普利特-马卡尔斯卡总教区
  - 天主教杜布罗夫尼克教区
  - 天主教赫瓦尔-布拉奇-维斯教区
  - 天主教科托尔教区
  - 天主教希贝尼克教区

### 萨格勒布教省
- 天主教萨格勒布总教区
  - 天主教別洛瓦爾-克里熱夫齊教區
  - 天主教克里热夫齐教区
  - 天主教瓦拉日丁教区
  - 天主教錫薩克教區

## 捷克共和国主教团

### 波希米亚教省
- 天主教布拉格总教区
  - 天主教捷克布杰约维采教区
  - 天主教赫拉德茨-克拉洛韦教区
  - 天主教利托梅日采教区
  - 天主教比尔森教区

### 摩拉维亚教省
- 天主教奥洛穆茨总教区
  - 天主教布尔诺教区
  - 天主教俄斯特拉发-奥帕瓦教区

## 英格兰和威尔士主教团

### 伯明翰教省
- 天主教伯明翰总教区
  - 天主教克利夫頓教區
  - 天主教什鲁斯伯里教区

### 加的夫教省
- 天主教加的夫总教区
  - 天主教墨涅維亞教區
  - 天主教雷克瑟姆教區

### 利物浦教省
- 天主教利物浦总教区
  - 天主教哈伦教区
  - 天主教赫克瑟姆暨紐卡斯爾教區
  - 天主教兰开斯特教区
  - 天主教利兹教区
  - 天主教米德尔斯伯勒教区
  - 天主教索尔福德教区

### 萨瑟克教省
- 天主教萨瑟克总教区
  - 天主教阿倫德爾暨布萊頓教區
  - 天主教普利茅斯教区
  - 天主教樸次茅斯教區

### 威斯敏斯特教省
- 天主教威斯敏斯特总教区
  - 天主教布伦特伍德教区
  - 天主教东安格利亚教区
  - 天主教北安普敦教区
  - 天主教诺丁汉教区

## 法国主教团
- 贝桑松教省
- 波尔多教省
- 克莱蒙费朗教省
- 第戎教省
- 里尔教省
- 里昂教省
- 马赛教省
- 蒙彼利埃教省
- 巴黎教省
- 普瓦捷教省
- 兰斯教省
- 雷恩教省
- 鲁昂教省
- 图卢兹教省
- 图尔教省

## 德国主教团
- 班贝格教省
- 柏林教省
- 弗赖堡教省
- 汉堡教省
- 科隆教省
- 慕尼黑-弗赖辛教省
- 帕德伯恩教省

## 希腊主教团

### 科孚、扎金索斯暨凱法利尼亞教省
- 天主教科孚、扎金索斯暨凱法利尼亞總教區

### 納克索斯、安德羅斯、蒂諾斯暨米科諾斯教省
- 天主教納克索斯、安德羅斯、蒂諾斯暨米科諾斯總教區
  - 天主教克里特教區
  - 天主教希俄斯教區
  - 天主教聖托里尼教區
  - 天主教錫羅斯暨米洛斯教區

## 匈牙利主教团
- 艾斯特根-布达佩斯教省
- 埃格尔教省
- 考洛乔-凯奇凯梅特教省
- 维斯普雷姆教省

## 爱尔兰主教团
- 阿马教省
- 卡舍尔教省
- 都柏林教省
- 蒂厄姆教省

## 意大利主教团
- 阿格里真托教省
- 安科纳-奥西莫教省
- 巴里-Bitonto教省
- 贝内文托教省
- 波伦亚教省
- 坎波巴索-Boiano教省
- 卡利阿里教省
- 卡坦扎罗-Squillace教省
- 卡塔尼亚教省
- 基耶蒂-Vasto教省
- 科森扎-Bisignano教省
- 费尔莫教省
- 佛罗伦萨教省
- 福贾-Bovino教省
- 热那亚教省
- 戈里齐亚教省
- 拉奎拉教省
- 莱切教省
- 墨西拿-Lipari-Santa Lucia del Mela教省
- 米兰教省
- 摩德纳-Nonantola教省
- 那不勒斯教省
- 奥里斯塔诺教省
- 巴勒莫教省
- 佩鲁贾-Città della Pieve教省
- 佩萨罗教省
- 佩斯卡拉-彭内教省
- 比萨教省
- 波坦察-穆罗卢卡诺-Marsico Nuovo教省
- 拉韦纳-Cervia教省
- 雷焦卡拉布里亚-Bova教省
- 罗马教省
- 萨萨里教省
- 萨莱诺-Campagna-Acerno教省
- 锡耶纳-埃尔萨谷口村-Montalcino教省
- 锡拉库萨教省
- 塔兰托教省
- 都灵教省
- 特伦托教省
- 乌迪内教省
- 威尼斯教省
- 维切利教省

## 拉脫維亞主教團

### 里加教省
- 天主教里加總教區
  - 天主教葉爾加瓦教區
  - 天主教利耶帕亞教區
  - 天主教雷澤克內-阿格洛納教區

## 立陶宛主教團

### 考那斯教省
- 天主教考那斯總教區
  - 天主教希奧利艾教區
  - 天主教特爾希艾教區
  - 天主教維爾卡維什基斯教區

### 維爾紐斯教省
- 天主教維爾紐斯總教區
  - 天主教凱希亞多里斯教區
  - 天主教帕涅韋日斯教區

## 荷兰主教团

### 乌特勒支教省
- 天主教乌特勒支总教区
  - 天主教斯海爾托亨博斯教區
  - 天主教布雷达教区
  - 天主教格罗宁根-吕伐登教区
  - 天主教哈勒姆-阿姆斯特丹教区
  - 天主教鲁尔蒙德教区
  - 天主教鹿特丹教区

## 波兰主教团
- 比亚韦斯托克教省
- 琴斯托霍瓦教省
- 格但斯克教省
- 格涅兹诺教省
- 卡托维兹教省
- 克拉科夫教省
- 罗兹教省
- 卢布林教省
- 波兹南教省
- 普热梅希尔教省
- 什切青-卡缅教省
- 瓦尔米亚教省
- 华沙教省
- 弗罗茨瓦夫教省

## 葡萄牙主教团

### 里斯本教省
- 天主教里斯本宗主教区
  - 天主教英雄港教区
  - 天主教丰沙尔教区
  - 天主教瓜达教区
  - 天主教莱里亚-花地玛教区
  - 天主教波塔莱格雷-布朗库堡教区
  - 天主教圣塔伦教区
  - 天主教塞图巴尔教区

### 布拉加教省
- 天主教布拉加总教区
  - 天主教阿威罗教区
  - 天主教布拉干萨-米兰达教区
  - 天主教科英布拉教区
  - 天主教拉梅古教区
  - 天主教波尔图教区
  - 天主教维亚纳堡教区
  - 天主教雷亚尔城教区
  - 天主教维塞乌教区

### 埃武拉教省
- 天主教埃武拉总教区
  - 天主教贝雅教区
  - 天主教法鲁教区

## 罗马尼亚主教团

### 布加勒斯特教省
- 天主教布加勒斯特总教区
  - 天主教雅西教区
  - 天主教奧拉迪亞馬雷教區
  - 天主教萨图马雷教区
  - 天主教蒂米什瓦拉教区

## 俄罗斯主教团

### 天主教莫斯科总教区
- 天主教萨拉托夫教区
- 天主教伊尔库茨克教区
- 天主教新西伯利亚教区

### 宗座监牧区与代牧区
- 天主教南萨哈林斯克宗座监牧区
- 俄罗斯礼天主教俄罗斯代牧区(俄罗斯礼)(Apostolic Exarchate of Russia)

## 斯堪地那維亞主教團（教廷直轄）
- 天主教哥本哈根教區
- 天主教赫爾辛基教區
- 天主教奧斯陸教區
- 天主教雷克雅未克教區
- 天主教斯德哥爾摩教區
- 天主教特隆姆瑟自治監督區
- 天主教特隆赫姆自治監督區

## 苏格兰主教团

### 格拉斯哥教省
- 天主教格拉斯哥总教区
  - 天主教马瑟韦尔教区
  - 天主教佩斯利教区

### 圣安德鲁斯和爱丁堡教省
- 天主教圣安德鲁斯暨爱丁堡总教区
  - 天主教阿伯丁教区
  - 天主教阿蓋爾暨群島教區
  - 天主教鄧凱爾德教區
  - 天主教加洛韋教區

## 塞尔维亚主教团

### 贝尔格莱德教省
- 天主教贝尔格莱德总教区
  - 天主教苏博蒂察教区
  - 天主教兹雷尼亚宁教区

## 斯洛伐克主教团

### 布拉迪斯拉发教省
- 天主教布拉迪斯拉发总教区
  - 天主教特尔纳瓦总教区
  - 天主教班斯卡-比斯特里察教区
  - 天主教尼特拉教区
  - 天主教日利納教区

### 科希策教省
- 天主教科希策总教区
  - 天主教罗日尼亚瓦教区

## 斯洛文尼亚主教团

### 卢布尔雅那教省
- 天主教卢布尔雅那总教区
  - 天主教科佩尔教区
  - 天主教新梅斯托教区

### 马里博尔教省
- 天主教马里博尔总教区
  - 天主教采列教区
  - 天主教穆爾斯卡索博塔教区

## 西班牙主教团
- 巴塞罗那教省
- 布尔戈斯教省
- 格拉纳达教省
- 马德里教省
- 梅里达-巴达霍斯教省
- 奥维耶多教省
- 潘普洛纳教省
- 圣地亚哥-德孔波斯特拉教省
- 塞维利亚教省
- 托莱多教省
- 巴伦西亚教省
- 萨拉戈萨教省

## 乌克兰主教团

### 利沃夫教省
- 天主教利沃夫总教区
  - 天主教基辅-日托米尔教区
  - 天主教卡缅涅茨-波多利斯基教区
  - 天主教卢茨克教区
  - 天主教穆卡切沃教区
  - 天主教哈尔科夫-扎波罗热教区
  - 天主教敖德萨-辛菲罗波尔教区

## 教廷直轄

### 義大利
- 天主教盧卡總教區
- 天主教奧爾維耶托-托迪教區
- 天主教斯波萊托-諾爾恰總教區
- 天主教特爾尼-納爾尼-阿梅利亞教區

### 巴爾幹半島
- 天主教阿爾巴尤利亞總教區
- 天主教雅典總教區
- 天主教巴爾總教區
- 天主教基希訥烏教區
- 天主教尼科波爾教區
- 天主教普里茲倫宗座署理區
- 天主教羅得總教區
- 天主教索菲亞暨普羅夫迪夫教區
- 天主教得撒洛尼宗座代牧區
- 天主教扎達爾總教區

### 愛沙尼亞
- 天主教愛沙尼亞宗座署理區

### 法國
- 天主教梅斯教區
- 天主教斯特拉斯堡總教區

### 列支敦士登
- 天主教瓦都茲總教區

### 摩納哥
- 天主教摩納哥總教區